# Marsaxlokk
Marsaxlokk est une localité de Malte d'environ 3 500 habitants, située dans le sud de Malte, lieu d'un conseil local (Kunsill Lokali) compris dans la région (Reġjun) Sud-Est (Xlokk).

## Origine
Marsaxlokk est fondé par les Phéniciens au IXe siècle av. J.-C., le port au fond de la baie a gardé la forme caractéristique des ports phéniciens

### Toponymie
Marsaxlokk (prononciation /marsaʃlɔk/), du maltais marsa (havre) et xlokk (sud-est ; également lié au sirocco, vent du sud). Comme toutes les villes dont le nom est composé de marsa, Marsaxlokk se trouve au fond d'une baie abritée propice à la protection des bateaux.

## Histoire
Marsaxlokk est aujourd'hui le plus grand port de pêche de Malte.
En 1565, c'est à Marsaxlokk que débarque l'armée ottomane venue tenir le Grand Siège de Malte.

## Géographie
| Żejtun     | Marsaskala |                  |
| Għaxaq     | Marsaxlokk | Mer Méditerranée |
| Birżebbuġa |            |                  |

## Patrimoine et culture
Le port de Marsaxlokk constitue une attraction touristique du fait des nombreux luzzi (embarcations traditionnelles) de son port de pêche et de son pittoresque marché du dimanche.
|  |

## Jumelages
- Cadeo (Italie)

- Leucate (France)

## Sport
Le Marsaxlokk Football Club a été champion de Malte lors de la saison 2006/2007.